# Буняковка (Козельщинский район)
Буняковка (укр. Буняківка) — село,
Говтвянский сельский совет,
Козельщинский район,
Полтавская область,
Украина.
Код КОАТУУ — 5322081602. Население по переписи 2001 года составляло 216 человек.

## Географическое положение
Село Буняковка находится на левом берегу реки Голтва, которая через 3 км впадает в реку Псёл,
выше по течению на расстоянии в 2,5 км расположено село Дружба (Решетиловский район),
ниже по течению на расстоянии в 2,5 км расположено село Загребелье,
на противоположном берегу — село Голтва.
По селу протекает пересыхающий ручей с запрудой.